# تیم ملی فوتبال اندونزی
تیم ملی فوتبال اندونزی نماینده فوتبال کشور اندونزی در مسابقات بین‌المللی است. این تیم مجموعه‌ای است از بهترین بازیکنان رشته فوتبال در اندونزی و زیر نظر فدراسیون فوتبال این کشور فعالیت می‌کند. تا پیش از سال ۱۹۴۹ نام آن هند شرقی هلند بود.

## نتایج درجام جهانی

### هند شرقی هلند
- ۱۹۳۰ : حضور نداشت
- ۱۹۳۴ : حضور نداشت
- ۱۹۳۸ : دور اول

### اندونزی
- ۱۹۵۰ : کناره‌گیری
- ۱۹۵۴ : حضور نداشت
- ۱۹۵۸ : کناره‌گیری
- ۱۹۶۲ : کناره‌گیری
- ۱۹۶۶ : حضور نداشت
- ۱۹۷۰ : حضور نداشت
- ۱۹۷۴ : دور مقدماتی
- ۱۹۷۸ : دور مقدماتی
- ۱۹۸۲ : دور مقدماتی
- ۱۹۸۶ : دور مقدماتی
- ۱۹۹۰ : دور مقدماتی
- ۱۹۹۴ : دور مقدماتی
- ۱۹۹۸ : دور مقدماتی
- ۲۰۰۲ : دور مقدماتی
- ۲۰۰۶ : دور مقدماتی